# The Counter-Clock Incident
"The Counter-Clock Incident" és el sisè i últim episodi de la segona temporada de la sèrie de televisió animada de ciència-ficció americana Star Trek, el 2eè episodi en total. Va ser el darrer episodi de la sèrie. Es va emetre per primera vegada a la programació de l'NBC el dissabte al matí el 12 d'octubre de 1974, i va ser escrit per Fred Bronson amb el pseudònim de "John Culver". Bronson va utilitzar un pseudònim perquè era el publicista de la NBC en aquell moment i li preocupava que semblés inadequat obtenir un crèdit a la pantalla. Bronson finalment treballaria en dos episodis de La nova generació ("Ménage à Troi" i "El joc").
L'episodi va establir que el primer capità de l' Enterprise va ser Robert April.
Ambientada al segle XXIII, la sèrie segueix les aventures del capità James T. Kirk (amb la veu de William Shatner) i la tripulació de la nau estelar Enterprise. En aquest episodi, l' Enterprise és arrossegada sense voler per una nau més petita al cor d'una supernova i es troba en un altre univers.

## Argument
En data estel·lar 6770.3, la  nau estel·lar de la Federació Enterprise està transportant convidats molt distingits: el seu primer comandant , el comodor Robert April (amb la veu de James Doohan), i la seva dona, Sarah (amb la veu de Nichelle Nichols), el primer oficial mèdic de la nau estel·lar equipada amb motor de curvatura, que havia dissenyat moltes de les eines a l'hospital del Dr. McCoy. El seu destí és una conferència diplomàtica al planeta Babel i la seva cerimònia de jubilació prevista, quan es troba amb un vaixell que vola a una velocitat fantàstica directament a una supernova.
L' Enterprise intenta ajudar agafant el vaixell amb un raig tractor i bloquejant-lo, però en canvi, ambdues naus són arrossegades a través de la supernova i cap a un univers negatiu on el temps flueix cap enrere i "tot funciona en sentit contrari a les agulles del rellotge". En conseqüència, tothom a bord del vaixell comença a ser més jove. La jove que pilota el vaixell, Karla Five (també amb la veu de Nichols), els porta al seu món natal, Arret (Terra, al revés), i demana l'ajuda del seu fill, un homr molt més gran anomenat Karl Four (també amb la veu de Doohan).
En una cursa contrarellotge per a la tripulació de l' Enterprise cada cop més envellida, troben una solució per tornar a casa. Amb rl Capità Kirk i els seus membres de la tripulació reduïts a nens, "April, ara un home de trenta anys, reprèn el comandament i ha de portar l' "Enterprise" a un lloc segur abans que sigui massa tard. " L'intent de tornar a casa té èxit, i aleshores ell i la seva dona, Sarah, utilitzen el transportador per restaurar-se ells mateixos i la resta de la tripulació fins a la seva edat adequada.

## Càsting
L'actriu Majel Barrett, que habitualment va fer la veu de la infermera Christine Chapel, l'oficial de comunicacions M'Ress i l'ordinador Enterprise, va rebre crèdit a la pantalla per aquest episodi, però no en formava part.

## Novel·lització
L'autor de ciència-ficció Alan Dean Foster va ampliar aquesta història sota el títol Star Trek Log Seven, convertint-la en el primer terç d'una novel·la completa. Va introduir la història animada amb escenes que representaven a un jove oficial de la Flota Estel·lar anomenat Robert April que se li mostrava els plànols originals de Matt Jefferies per a una Enterprise llavors inacabada i se li deia que se li donaria el comandament de la nova nau. després, seguint el bateig de l' Enterprise i el capità April donant l'ordre d'embarcar-se en la seva primera missió.:3–10
En acabar el material de l'episodi animat, Foster afegeix una nova història sobre l' Enterprise que és enviat a una missió per assegurar un grup de científics germans reclusos que, segons es diu, tenen una nova arma capaç de destruir planetes.:64 ff. En el procés, Kirk s'enfronta a la intenció dels klíngons d'adquirir els científics per a l'Imperi i ha de lluitar amb el capità Kumara, a qui havia conegut en els seus dies a l'Acadèmia de la Flota Estelar. Foster va concloure la seva història revelant que l'aventura de l' Enterprise amb els klíngons havia estat una prova per una raça alienígena avançada que s'anomenava "Els rodamons". De fet, tots els habitants del planeta on s'havien trobat, així com els científics germà-germana eren en realitat membres dels Rodamons.:174–179 Durant aquesta revelació, discuteixen la naturalesa il·lògica de l'altre univers on una societat començaria amb tots els coneixements possibles que mai tindrien i després des-evolucionaria, o com una persona "naixeria" com a ancià senil a una tomba i després moriria al ventre de la seva mare.:177

## Recepció
Mark A. Altman i Ed Gross van comentar que la premissa de l'episodi "funciona molt millor del que té dret, gràcies al seu missatge que les persones grans tenen molt a ensenyar-nos i poden ser membres productius de la societat". Van afegir que el guió "compta amb el mateix enginy i intel·ligència que va caracteritzar les missions animades al llarg dels seus dos anys".
Aquest episodi es va assenyalar com un cas en què la tecnologia fictícia del transportador Star Trek canvia la mida de l'entitat que es transporta, juntament amb "The Terratin Incident" de la mateixa sèrie de televisió.
TheGamer.com va classificar al capità April com el 10è millor capità de Star Trek. El 2019, Den of Geek la va classificar com la tercera millor jugada de moralitat de tot Franquícia Star Trek.
In 2020, ScreenRant va dir que "no era un episodi dolent", però que era "una mica ximple" i va assenyalar una puntuació IMDB de 7,1 sobre 10 en aquell moment.